# 加藤綾菜
加藤 綾菜（かとう あやな、1988年〈昭和63年〉4月12日 - ）は、日本のタレント。TWIN PLANET ENTERTAINMENT所属。2011年6月の23歳当時に加藤茶と45歳差の年の差婚をし、2019年よりタレント活動を開始。

## 来歴
広島県出身。清心中学校・清心女子高等学校、亜細亜大学短期大学部経営科卒業後、亜細亜大学経営学部ホスピタリティ・マネジメント学科に編入して卒業。近藤千尋は清心中学校・清心女子高等学校の1期下の後輩に当たる。
中学校入学後、まもなくしていじめを受けるようになる。母が作った弁当を踏まれる、通学途中に電車のホームから突き落とされるなどされていた。高校では3年間ソフトボールに打ち込み、高校2年生時にはキャプテンに選ばれ、県大会に出場した。大学に入学するとともに上京。

### 加藤茶との結婚
大学生時の21歳の時に、バイトしていた寿司店に加藤茶が来店してきたことが最初の出会いであり、加藤茶に特別なすごいオーラを感じた、加藤茶の顔が「人生生きてきた中で一番のドストライクだった」という。それ以降も店に加藤茶が通うようになり、会話をするようになった。出会いから半年後ぐらいのときに、加藤茶がコースターの裏に電話番号を書いて渡してきたことで連絡先を交換する。
その後、加藤茶の誕生日（2010年3月1日）に2人でお茶をしていた際に交際を申し込まれて付き合うことになり、2011年6月23日に入籍。45歳差の年の差婚となったが、年の差については全く抵抗がなかったと話している。価値観のギャップもさほど感じなかったといい、「フィーリングが合致した」と話している。
結婚して1ヶ月ほど夫は入籍を公表していなかったが、入籍の事実が漏れて多くの報道陣から取材を受けることとなる。夫の事務所には電話やファックスが1日200件以上来るようになり、自身が勤めていた寿司店に週刊誌の人が訪ねてくるようになった。寿司店には迷惑がかかると考えて退職する。
結婚2年後には夫がパーキンソン症候群になる。以後、高齢の夫を支えることを目的として、医療介護系の資格を取得し始める。介護職員初任者研修、介護福祉士実務者研修を修了し、料理、食生活についても1から学び直す。その他、生活習慣病予防アドバイザー、介護食アドバイザー、食育インストラクターの資格を取得。
結婚後の4、5年ほどは世間からのバッシングに悩まされ、毎日のように誹謗中傷されることとなる。夫の公式サイトには1日数百件のコメントが4年間ほど毎日続き、それをすべて確認していた。例として夫が揚げ物の写真をブログに上げた際に「とんかつで殺す気か」というクレームが来ていた。一方で、そのようなクレームの中にも「たしかに」と納得できることもあったことで、いろいろ言われて目が覚めてよかったとも話している。

### TWIN PLANETに所属
もともとタレント志望ではなく、夫婦での出演はあったが、単独での出演依頼は全て断っていた。2019年5月にTWIN PLANETに所属して以降、単独でメディアに出演するようになる。TWIN PLANETへの所属は、事務所に所属していないと家に取材に来られるなどして大変なのではないかと思ったことから、友人であるTWIN PLANET所属の鈴木奈々に相談したことがきっかけ。
単独でメディアに出演するようになってからは、自身に対する世間の受け止め方が好意的に変わるようになる。2021年4月に公開されたJ-CASTニュースの記事では、紀州のドン・ファン事件を引き合いにして、かつて「遺産目当ての結婚ではないか」などと揶揄された中で、あくまでも加藤茶の妻として献身、懇親的に支える良妻ぶりが称賛されていると報じられた。
2020年から司法書士の取得を目指して通信制の大学に入学。法律で夫を守るために取得を目指しているとし、「カトちゃんがいずれ100歳になっても守ることができる。カトちゃんにとって最高の奥さんになりたいというのがある」と話した。
2022年3月30日、初のコミックエッセイ『加藤茶・綾菜の夫婦日記「加トちゃんといっしょ」』を発売。結婚してから毎日書き留めていた、夫とのエピソードや自身の気持ちを綴っている。また、本作品表紙イラスト及びマンガも綾菜が描いている。
2025年7月2日、自身のInstagramで介護予防運動指導員の免許を取得したことを報告。

## 出演

### テレビドラマ
- 警視庁ゼロ係〜生活安全課なんでも相談室〜シリーズ（テレビ東京） - 国仲遥 役
  - 警視庁ゼロ係〜生活安全課なんでも相談室〜（2016年1月15日 - 2月26日）
  - 警視庁ゼロ係〜生活安全課なんでも相談室〜 SECOND SEASON（2017年7月21日 - 9月15日）
  - 警視庁ゼロ係〜生活安全課なんでも相談室〜 THIRD SEASON（2018年7月20日 - 9月14日）
  - 警視庁ゼロ係〜生活安全課なんでも相談室〜 SEASON4（2019年7月19日 - 9月6日）
  - 警視庁ゼロ係〜生活安全課なんでも相談室〜 出張捜査SP（2021年1月25日）
  - 警視庁ゼロ係〜生活安全課なんでも相談室〜 SEASON5（2021年4月30日 - 7月2日）

### バラエティ
- 徹子の部屋（2021年7月23日・2023年11月23日、テレビ朝日） - 加藤茶＆綾菜夫妻として出演
- 踊る!さんま御殿!!3時間SP「妻の不満が大爆発」（2021年10月12日、日本テレビ）
- 朝だ!生です旅サラダ 『加藤茶夫妻と勝俣が熊本・天草へ！国立公園でいい湯だな熱唱！』（2022年8月20日、テレビ朝日）
- よじごじDays「プロなら見逃さない！スキマ掃除のすすめ」（2022年8月25日、テレビ東京） - 鈴木奈々と出演
- 中居正広のキンスマスペシャル『★今だから語られる…加藤茶と志村けん 2人の絆』（2022年10月14日、TBS）
- 中居正広の金曜日のスマイルたちへ　『★加藤茶・綾菜夫婦に独占密着・ドリフ秘話＆超貴重映像も！』（2022年11月11日、TBS）
- 月曜の蛙、大海を知る。『【横浜中華街の新メニュー考案で大事件！加藤茶の妻号泣】』（2022年11月21日、TBS）
- 10万円でできるかな『3時間SP サンドキスマイ一茂 熱海＆湯河原本気で案内旅』「芸能人の私物いくらで売れるかな？」（2022年12月5日、テレビ朝日） - 夫婦で出演
- 家事ヤロウ!!!（テレビ朝日）
  - 『傑作選 芸能人宅にカメラを設置リアル家事24時』「加藤茶・綾菜夫婦の朝を覗き見。」（2022年12月24日）
  - 『年末年始の芸能人宅にカメラを設置！加藤茶夫妻＆井上咲楽』（2023年1月17日）
  - 『家事ヤロウ2時間SP 〜話題300円ショップ＆加藤茶80歳バースデー〜』（2023年4月18日）

### CM
- さがみ典礼（2024年11月 - ） - 夫の加藤茶と共演

### 講演会
- さが介護・健康・福祉フェア2021「高齢の夫と元気に過ごす秘訣」（2021年11月14日、神埼市千代田文化会館「はんぎーホール」）

## 著書
- 加トちゃん・綾菜の笑ってすごせる日めくりカレンダー（2021年03月08日、KADOKAWA） - 加藤茶と共著
- 加藤茶・綾菜の夫婦日記『加トちゃんといっしょ』（2022年3月30日、双葉社）
- 加藤家の食卓 医師と栄養士の先生に長生きする食事の作り方を習いに行ってきたレシピ集（2023年09月12日、アスコム）[25]